# White Ladies Aston
White Ladies Aston – wieś w Anglii, w hrabstwie Worcestershire, w dystrykcie Wychavon. Leży 8 km na wschód od miasta Worcester i 156 km na północny zachód od Londynu.